# Branicevo, Șumen
Branicevo (în bulgară Браничево) este un sat în comuna Kaolinovo, regiunea Șumen,  Bulgaria. 

## Demografie
Componența etnică a satului Branicevo
     Bulgari (3,79%)
     Romi (18,28%)
     Turci (75,49%)
     Nicio identificare (2,42%)
La recensământul din 2011, populația satului Branicevo era de 1.318 locuitori. Din punct de vedere etnic, majoritatea locuitorilor (75,49%) erau turci, existând și minorități de romi (18,28%) și bulgari (3,79%). Pentru 2,42% din locuitori nu este cunoscută apartenența etnică.